# A végzet hatalma (teleregény)
A végzet hatalma (eredeti cím: La fuerza del destino) 2011-es mexikói televíziós teleregény, amelyet María Zarattini. A főbb szerepekben David Zepeda, Sandra Echeverría, Gabriel Soto, Laisha Wilkins és Juan Ferrara látható.
Mexikóban 2011. március 14-én a El Canal de las Estrellas, Magyarországon 2012. január 9-én  a Story4 mutatta.

## Történet
A 14 éves Iván édesanyjával, Aliciával visszatér szülőföldjére, a Sonora állambeli Alamosba. Juan Jaime Mondragón, vér szerinti apja, aki tehetős és befolyásos üzletember és földbirtokos, nem ismeri el fiaként. Alicia titokban tartja származását és el kell fogadnia egy szolgálói állást a Lomelí Curiel családnál, ahol Carlota asszony él lányával, Lucreciával és az ő családjával. Lucrecia férje, Gerardo. Két lányuk van, Maripaz és Lucía.
A Curiel családnál Ivan ott segít, ahol tud, Carlota pedig fizeti a tanulmányait. Iván vonzódik Maripazhoz, a frivol és szeszélyes lány pedig elcsábítja. A szenvedélyes együttlét következménye, hogy a lány teherbe esik. Iván 19, Maripaz 18 éves ekkor. Lucía pedig 15.
Óriási a botrány a családban, olyannyira, hogy Lucrecia, Maripaz édesanyja, aki a külsőségek megszállottja, büntetésként megvereti a fiút. A dulakodás közben Ivan barátai, Camilo és testvére, Antolin a segítségére sietnek. Antolin kést ránt elő, és egy szúrással megöli az egyik támadót. Ugyanakkor Alicia várandós, és elveteti a gyermeket, de belehal az abortuszba. 
Ivánt vádolják az emberöléssel, ezért menekülnie kell. Anyja halála miatt amúgy sincs miért maradnia. Anyja haláláért Juan Jaimét okolja. Viszontagságos úton az Egyesült Államokba szökik. Los Angeles-be megy és évekig ott is marad. Ott találkozik Anthony McGuire-rel, egy idősebb üzletemberrel, aki elveszítette a feleségét és egyetlen fiát. Anthony kifizeti Ivan tanulmányainak költségét, majd örökbe is fogadja. Sikeres mérnök lesz. Anthony arra buzdítja Ivan-t, hogy térjen vissza Mexikóba, nem csak üzleti ügyből kifolyólag, hanem azért is, hogy szembenézzen a múltjával.
Ivan meglepő hírekről értesül, amikor visszatér Sonorába. Maripazzal közös gyermekük titokzatos módon eltűnt születése után, és azóta senki nem tud róla semmit. Lucía mindig is szerelmes volt belé, most pedig megígéri Ivánnak, hogy segít megtalálni a fiát.
Iván is rádöbben, hogy szereti az immár felnőtt nőt. Hamarosan megtalálja a fiát, ugyanakkor Maripaz is megtudja, ki a gyermek, és felhasználja, hogy Iván és Lucía ne lehessenek együtt. 
Iván elhagyja Lucíát, az Egyesült Államokba megy. Lucía pedig rádöbben, hogy várandós. Camilo, Iván barátja elveszi feleségül, hogy elejét vegyék a kisvárosi pletykáknak. Eltelik egy év, és Iván végre megszerzi fia felügyeleti jogát, és szabad emberként tér vissza Alamosba. Csakhogy Lucía már Camilo felesége, és van egy lányuk.

## Szereplők
| Szerepnév                                                     | Színész                | Magyar hang            |
| ------------------------------------------------------------- | ---------------------- | ---------------------- |
| Lucía Lomelí Curiel                                           | Sandra Echeverría      | Kiss Virág             |
| Iván Villagómez Iván McGuire                                  | David Zepeda           | Crespo Rodrigo         |
| María de la Paz "Maripaz" Lomelí Curiel                       | Laisha Wilkins         | Balsai Móni            |
| Camilo Galván Ledesma                                         | Gabriel Soto           | Lux Ádám               |
| Juan Jaime Mondragón                                          | Juan Ferrara           | Borbiczki Ferenc       |
| Gerardo Lomelí                                                | Alejandro Tommasi      | Rosta Sándor           |
| Anthony "Tony" McGuire                                        | Pedro Armendáriz Jr.   | Kajtár Róbert          |
| Doña Carlota Barcelata Vda. de Curiel                         | Delia Casanova         | Martin Márta           |
| Lucrecia Curiel Barcelata de Lomelí                           | Rosa María Bianchi     | Kovács Nóra (1. hang)  |
| Lucrecia Curiel Barcelata de Lomelí                           | Rosa María Bianchi     | Andresz Kati (2. hang) |
| Arcelia Ledesma Vda. de Galván                                | Leticia Perdigón       | Kocsis Judit           |
| Carolina Muñoz                                                | Kika Edgar             | Dögei Éva              |
| Antolín Galván                                                | Marcelo Córdoba        | Kassai Károly          |
| Saúl Mondragón Domínguez                                      | Ferdinando Valencia    | Vári Attila            |
| Esther Domínguez de Mondragón                                 | Lucero Lander          | Bertalan Ágnes         |
| Carmen Galván                                                 | Yuliana Peniche        | Németh Kriszta         |
| David Mondragón Domínguez                                     | Jaume Mateu            | Szabó Máté             |
| Judith Mondragón Domínguez                                    | Roxana Rojo de la Vega | Kelemen Kata           |
| Olga de los Santos                                            | Rosángela Balbó        | Molnár Zsuzsa          |
| Silvestre Galván                                              | Alfonso Iturralde      | Botár Endre            |
| Benito Jiménez                                                | Ignacio Guadalupe      | Maday Gábor            |
| Cleto                                                         | Wiebaldo López         | Szalai Imre            |
| Gloria                                                        | María Prado            | Némedi Mari            |
| Leandro                                                       | Fernando Robles        | Orosz István           |
| Miguel Hernández "El Gordo"                                   | José Montini           | Törköly Levente        |
| Ezequiel López                                                | Ramón Valdés Urtiz     | Renácz Zoltán          |
| Berenice Escalante                                            | Carla Cardona          | Pupos Tímea            |
| Porfirio bíró                                                 | Luis Bayardo           | Cs. Németh Lajos       |
| Castaño ügyvéd                                                | Roberto Sen            | Koroknay Géza          |
| Gabino Torres ügyvéd                                          | José María Negri       | Csuha Lajos            |
| Carlos Orozco mérnök                                          | Jesús Moré             | Juhász Zoltán          |
| Bírónő                                                        | Queta Lavat            | Bessenyei Emma         |
| Evangelina                                                    | María Clara Zurita     | Menszátor Magdolna     |
| Vásquez                                                       | Ricardo Vera           | Bolla Róbert           |
| Alejandro "Álex" Lomelí Muñoz Alejandro "Álex" McGuire Lomelí | Diego Velázquez        | Bogdán Gergő           |
| Severiano Salcido ügyvéd                                      | Ignacio López Tarso    | Szokolay Ottó          |
| Rubiales ügyvéd                                               | Rafael del Villar      | Sótonyi Gábor          |
| Lara ügyvéd                                                   | Pablo Valentín         | Seder Gábor            |
| Bíró                                                          | Héctor Sáez            | Botár Endre            |
| José María Labastida ügyvéd                                   | Eduardo Linán          | Jászai László          |
| Antolín Galván (fiatal)                                       | Erik Díaz              | Gacsal Ádám            |
| Mark                                                          | Roger Cudney           | Varga Tamás            |
| Chole                                                         | Flora Fernández        | Sági Tímea             |
| Fausto "El Compadre"                                          | Moisés Manzano         | Scherer Péter          |
| Dr. Fuentes                                                   | Rubén Cerda            | Pál Tamás              |
| Alicia Villagómez                                             | Leticia Calderón       | Orosz Anna             |
| Estela Muñoz                                                  | Beatriz Moreno         | Szabó Éva              |
| Iván Villagómez (gyerek)                                      | Adriano Zendejas       | Czető Roland           |
| Camilo Galván (gyerek)                                        | Michael Ronda          | Császár András         |
| Maripaz Lomelí Curiel (gyerek)                                | Ilse Zamarripa         | Laudon Andrea          |
| Lucía Lomelí Curiel (fiatal)                                  | Renata Notni           | Tamási Nikolett        |
| Robert "Bob" Rodríguez                                        | Agustín Arana          | Király Attila          |
| Juliette Abascal de Rodríguez                                 | Renée Varsi            | Mics Ildikó            |
| Indián gyógyító                                               | Mónica Miguel          | Bordán Irén            |

## Érdekességek
- David Zepeda, Gabriel Soto és Marceloa Córdoba korábban már együtt játszott Kettős játszma című sorozatban.
- Sandra Echeverríának ez volt az első és idáig egyetlen vendégszerepe, a Televisánál. Továbbra is a Telemundónál dolgozik.
- Leticia Calderón és Ignacio López Tarso itt csak egy rövid vendégszerepet kapott, korábban az Esmeralda sorozatban játszottak együtt.
- Leticia Calderón és Pedro Armendáriz Jr. korábban a Julieta sorozatban játszottak együtt.
- Rosángela Balbónak (Olga) és Pedro Armendáriz Jr.-nak (Sr. Anthony) ez volt az utolsó szerepük, mindketten betegségben elhunytak.

## Díjak és jelölések

### ACE-díj 2012
| Kategória                | Jelölt         | Eredmény |
| ------------------------ | -------------- | -------- |
| Legjobb telenovella      | Rosy Ocampo    | Nyertes  |
| Legjobb senior színésznő | Delia Casanova | Nyertes  |

### TVyNovelas-díj2012[4]
| Kategória                     | Jelölt                         | Eredmény |
| ----------------------------- | ------------------------------ | -------- |
| Legjobb telenovella           | A végzet hatalma               | Nyertes  |
| Legjobb női főszereplő        | Sandra Echeverría              | Nyertes  |
| Legjobb férfi főszereplő      | David Zepeda                   | Jelölve  |
| Legjobb női főgonosz          | Laisha Wilkins                 | Jelölve  |
| Legjobb férfi főgonosz        | Juan Ferrara                   | Nyertes  |
| Legjobb senior színésznő      | Delia Casanova                 | Nyertes  |
| Legjobb történet és adaptáció | A végzet hatalma               | Nyertes  |
| Legjobb főcímdal              | Sandra Echeverría Marc Anthony | Jelölve  |

## Fordítás
- Ez a szócikk részben vagy egészben  a   La fuerza del destino című spanyol Wikipédia-szócikk fordításán alapul.  Az eredeti cikk szerkesztőit annak laptörténete sorolja fel. Ez a jelzés csupán a megfogalmazás eredetét és a szerzői jogokat jelzi, nem szolgál a cikkben szereplő információk forrásmegjelöléseként.